# Christopher Gunning
Christopher Gunning, angleški skladatelj filmske in resne glasbe, * 5. avgust 1944, Cheltenham, Gloucestershire, Anglija, † 24. marec 2023.
Gunning je najbolj poznan po svoji filmski glasbi, predvsem po glasbi za nadaljevanko Hercule Poirot Agathe Christie, po filmih La Vie en Rose, Middlemarch, Porterhouse Blue in Firelight. Za svoja dela je prejel številne nagrade in priznanja.